# Partida de la Coma
La Coma és una partida de terra del terme municipal de Reus, a la comarca catalana del Baix Camp.
Està situada al sud del camí de la Canonja a Vila-seca i a ponent de la riera de la Boella, que la separa del terme de la Canonja. Toca amb els Castellets. L'únic mas que hi ha és el de Vidal. Són terres bones, amb aigua, vinyes i avellaners.
Per la partida hi circula el camí de la Coma, que surt del camí de la Canonja a Vilaseca i pren una direcció sud-est. Aviat entra al terme de la Canonja i arriba fins a la carretera de València